# Daniele Izzo
Daniele Izzo (Vevey, 8 maggio 1974) è un meteorologo, climatologo e conduttore televisivo italiano.

## Biografia
Nato a Vevey in Svizzera l'8 maggio del 1974 da genitori italiani originari della provincia di Caserta. Ha trascorso la sua adolescenza in Svizzera nel cantone francese di Vaud. Fino all'età di 6 anni ha vissuto a Montreux. Nel 1980 si è trasferito a Losanna dove ha frequentato l'Istituto Vilfredo Pareto completando tutto il suo percorso scolastico fino alla maturità scientifica. Successivamente si è trasferito a Milano per iscriversi all'università statale del capoluogo lombardo.
Il 16 ottobre del 2001 si è laureato a pieni voti in Fisica – indirizzo di Fisica Terrestre e Ambientale – presso l'Università degli Studi di Milano. Il suo piano di studio prevede una specializzazione in Fisica dell’atmosfera e una tesi di laurea in climatologia sui “Mutamenti del clima invernale in Italia e probabili cause”.
Svolge l'attività di meteorologo e climatologo al Centro Epson Meteo a partire dal 2002. Dal 2007 cura e presenta regolarmente le previsioni del tempo sulle reti Mediaset. La sua avventura di meteorologo televisivo inizia infatti nel dicembre del 2007 nel TG4 serale condotto da Emilio Fede. Nella primavera del 2008 esordisce nel telegiornale Studio Aperto su Italia 1. Nel settembre del 2010 diventa uno dei meteorologi di riferimento del TG5 su Canale 5.
Con la nascita nel novembre 2011 del canale di informazione all news TGcom24 e della rubrica di informazione TG5 Prima Pagina, in onda tutte le mattine su Canale 5 dalle 6.00 alle 08.00, la sua esperienza di meteorologo nelle reti Mediaset si arricchisce di nuovi appuntamenti televisivi. In particolare molto apprezzato e seguito è il TGMeteo, una rubrica pomeridiana in onda sul canale TGcom24 dedicata ad approfondimenti meteo e climatici realizzata con animazioni digitali in motion graphics realizzate da Federico Surace esperto in effetti visivi per cinema e tv.

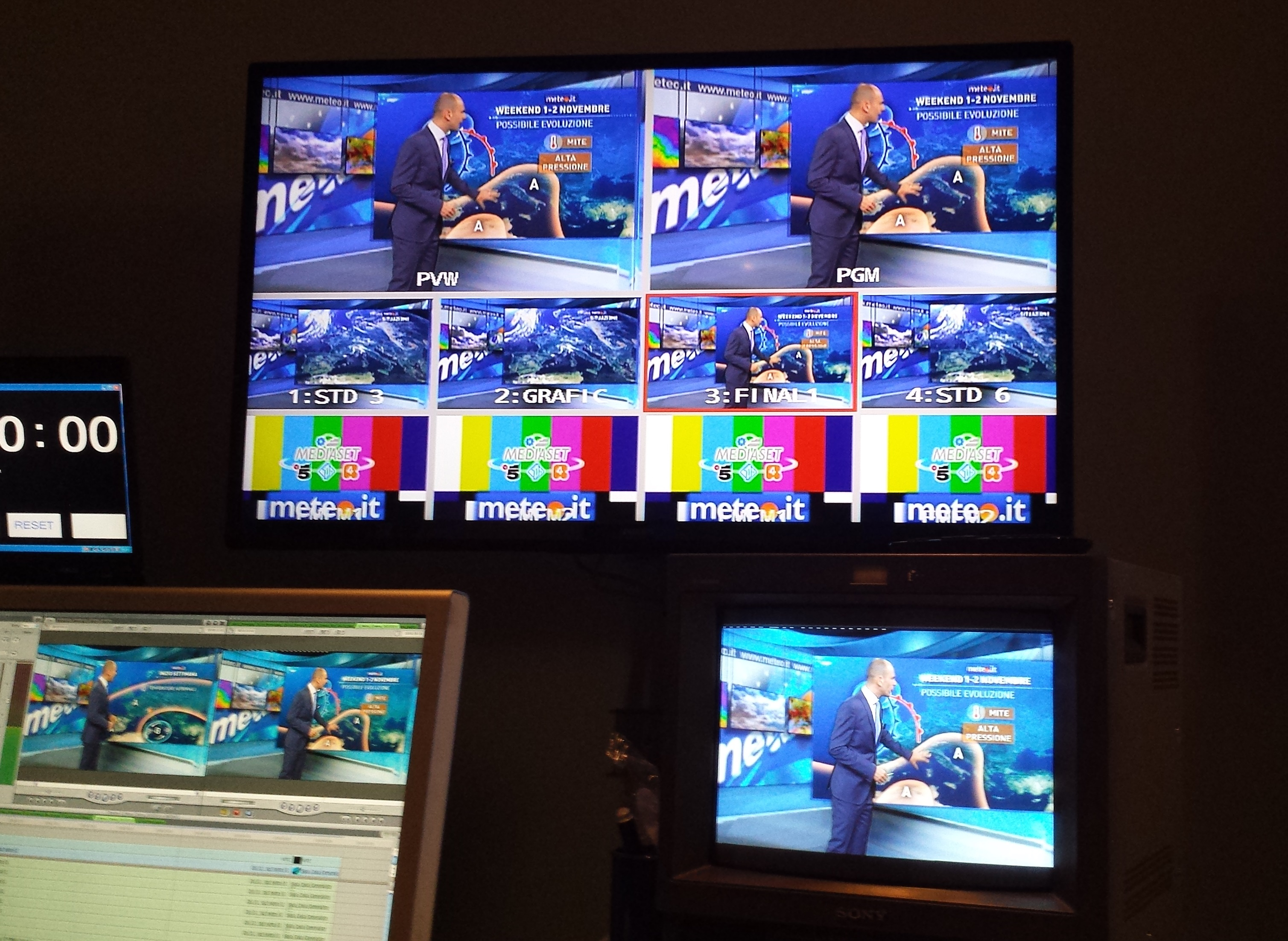
Daniele Izzo sui monitor del Centro Epson Meteo.

Dal settembre 2009 è uno dei meteorologi di riferimento nella trasmissione di informazione Mattino Cinque in onda tutte le mattine su Canale 5 e condotto da Federica Panicucci. È uno dei volti maschili di Meteo.it. Da anni cura gli appuntamenti meteo per alcune delle principali radio nazionali tra cui RTL 102.5, Radio Monte Carlo, Radio 24, Virgin Radio e per numerose radio locali. Nel febbraio del 2013 ha conseguito la qualifica di Meteorologo Aeronautico riconosciuta a livello internazionale e ottenuta presso il 1° CMR di Milano Linate dell'Aeronautica Militare in conformità alle linee guida espresse in materia dal WMO e ai regolamenti nazionali in vigore presso ENAC.
Dal 2008 è docente di meteorologia presso Liceo Scientifico dell'Istituto Tecnico Aeronautico “Antonio Locatelli” di Bergamo dove è direttore del laboratorio di meteorologia, il primo in Italia ad essere dotato di una sala meteo in cui gli alunni della scuola quotidianamente registrano le previsioni del tempo per il canale di YouTube “Meteo Locatelli” e per due televisioni locali: SEILATV di Bergamo (canale 216 del digitale terrestre) e SUPER J emittente televisiva che trasmette sui territori regionali di Marche (canale 603) e Abruzzo (canale 634).
È autore di diversi libri di meteorologia: in collaborazione con i suoi colleghi del Centro Epson Meteo ha pubblicato il “Manuale di Meteorologia”, mentre assieme al Col. Mario Giuliacci ha scritto il “Manuale di Assistenza al Volo” e la "Meteorologia in Volo”.
Ha collaborato alla revisione scientifica del libro “Piovono Rane” scritto da meteo.it e pubblicato da Fivestore.

## Televisione
- Meteo 4 su Rete 4 (1991 - 2013)
- Studio Aperto Meteo su Italia 1 (1991 - 2013)
- Meteo 5 su Canale 5 (1992 - 2013)
- Mattino Cinque su Canale 5 (2009 - 2010)
- TGcom24 (2011 - in corso)
- Meteo.it (2013 - in corso)